# Div와 span
div와 span 태그는 HTML에서 문서의 일부를 정의하는 데 사용되는 요소이므로 고유한 분류가 필요할 때 식별할 수 있다. p(단락), em(강조) 등과 같은 다른 HTML 요소가 콘텐츠의 의미를 정확하게 나타내는 경우, 범위 및 div 태그를 추가로 사용하면 독자의 접근성이 향상되고 작성자의 유지 관리가 더 쉬워진다. 기존 HTML 요소를 적용할 수 없는 경우, class, id, lang 또는 dir과 같은 HTML 속성을 적용할 수 있도록 span과 div는 문서의 일부를 중요하게 나타낼 수 있다.
span은 문서의 인라인 부분(예: 문장 내의 단어)을 나타낸다. div는 몇 개의 단락이나 캡션이 있는 이미지와 같은 문서의 블록 수준 부분을 나타낸다. div는 구획(division)을 의미한다. 요소를 사용하면 의미론적 특성(예: lang="en-US"), CSS 스타일(예: 색상 및 서체) 또는 클라이언트측 스크립팅(예: 애니메이션, 숨기기 및 기능 보강)을 적용할 수 있다.
div는 인라인 자료의 범위보다 위와 아래의 요소와 더 구별되는 블록 수준 항목인 문서의 '구획'(division)을 정의한다.

## 예시
| HTML 구문 (프로그래밍 언어) (텍스트에 서식을 추가하기 위해 사용한 웹 코드)                 | 렌더링된 출력 (웹페이지 방문자가 보는 내용) |
| ------------------------------------------------------------------------------------------ | ------------------------------------------- |
| I am <span style="color: red;">red</span> and I am <span style="color: blue;">blue</span>! | I am red and I am blue!                     |

## 같이 보기
- HTML, HTML5
- HTML 요소
- HTML 속성
- CSS
- 자바스크립트
- 시맨틱 웹